# Polyptyque de Porto San Giorgio
Le polyptyque de Porto San Giorgio était un retable à plusieurs panneaux daté de 1470 peint à tempera et à l'or sur panneau par Carlo Crivelli. Stylistiquement similaire au polyptyque de Massa Fermana, l'œuvre constitue  une étape fondamentale dans son évolution de la Renaissance padouane vers un style plus délicat et réaliste.
Initialement installé dans l'église San Giorgio de Porto San Giorgio, près de Fermo, il a été démembré au XIXe siècle et vendu en lots séparés, ses panneaux étant répartis entre diverses collections et musées.

## Histoire
Un document transcrit dans les archives de Fermo indique que le retable a été commandé en 1470 par un homme nommé Giorgio Salvadori, un Albanais ayant fui vers l’Italie à la suite de l'avancée ottomane consécutive à  la mort de Skanderbeg en 1468. La famille Salvadori, qui a possédé le retable pendant des siècles l'a finalement démembré,.
La datation de l'œuvre n'est pas seulement basée sur son style mais aussi sur des documents du XVIIIe siècle qui déclarent qu'une signature de Crivelli était autrefois visible au bas du cadre, lisant « CAROLUS CRIVELLUS VENETUS PINXIT ANNO 1470 ». Il apparaît également dans deux inventaires, l'un de 1727 établi par Anselmo Ercoli et un autre réalisé en 1771 lors d'une visite pastorale, ce dernier décrit le retable dans les moindres détails et mentionne que la même chapelle contenait également deux peintures chacune avec trois saints avec les armoiries salvadoriennes (peut-être à l'origine la prédelle du retable perdue). Un document de 1805 dans les archives de la famille Salvadori fait référence à une « Dernière Cène », compatible avec les dimensions des peintures de « quelques saints »  et qui ont pu former le centre de la prédelle,.
En 1803, l'ancienne église paroissiale est démolie et le retable déplacé dans l'église du Suffragio, qui accueille les services de l'église jusqu'à ce qu'une nouvelle église San Giorgio soit construite. En 1832, en attendant l'achèvement de la nouvelle église, l'ensemble se trouve dans la maison de la famille Salvadori. En 1832, Amico Ricci, constate que le polyptyque se trouve dans la nouvelle église, mais les demi-figures de saints restent dans la maison Salvadori. En 1835, l'ensemble de l'œuvre est transportée à Rome et vendue en pièces séparées à l'ambassadeur portugais Hudson pour 90 écus par l'intermédiaire de Luigi Salvadori Paleotti,.
Mais le prieur de la communauté monastique de Porto San Giorgio revendique la propriété du polyptyque et conteste la vente de l'œuvre par la famille Salvadori. Un nouveau paiement de 300 écus règle le différend,. 
Le polyptyque  passe  dans les collections Ward puis Dudley (où Waagen l'a vu), puis est exposé à l'Egyptian Hall de Londres, où il a été vu par Joseph Archer Crowe et Giovanni Battista Cavalcaselle. En 1876, il est acquis par Martin Colnaghi lors de la vente de la collection Dudley puis dispersé,.

## Reconstruction
Identifier les panneaux de l'œuvre et reconstituer l'ensemble de la composition a été un long processus, commencé par Philip Hendy en 1931, qui associe Saint Pierre et Saint Paul (National Gallery, Londres ) à Saint Georges et le Dragon (musée Isabella-Stewart-Gardner). En 1946, Roberto Longhi identifie la Madone Cook (Washington) et la Pietà de Porto San Giorgio (Detroit) comme étant des éléments du retable, suivi en 1950 par Federico Zeri qui identifie Sainte Catherine d'Alexandrie et Saint Jérôme. La dernière pièce  retrouvée en 1956 est Saint Antoine Abbé et Sainte Lucie, identifiés par J. Bialostocki,. 
L'ensemble du polyptyque est rassemblé en 1961 à Venise lors d'une exposition monographique sur Crivelli.  
Une copie de cette reconstruction est conservée à Porto San Giorgio.
Au sommet se trouve une lunette représentant une Pietà (Detroit Institute of Arts). Chaque panneau latéral se compose d'une lunette plus petite et d'un panneau principal, avec sur la partie gauche  Saint Pierre et Saint Paul (National Gallery, Londres) en dessous d'une lunette de Sainte Catherine d'Alexandrie et Saint Jérôme (Philbrook Museum of Art), et sur la partie droite Saint Georges et le Dragon (musée Isabella-Stewart-Gardner) en dessous d'une lunette de Saint Antoine Abbot et Sainte Lucie (musée national de Cracovie),. 
Le panneau central, connu sous le nom de Madone Cook, est une Vierge à l'Enfant conservée à la National Gallery of Art de Washington,.

Panneaux dispersés
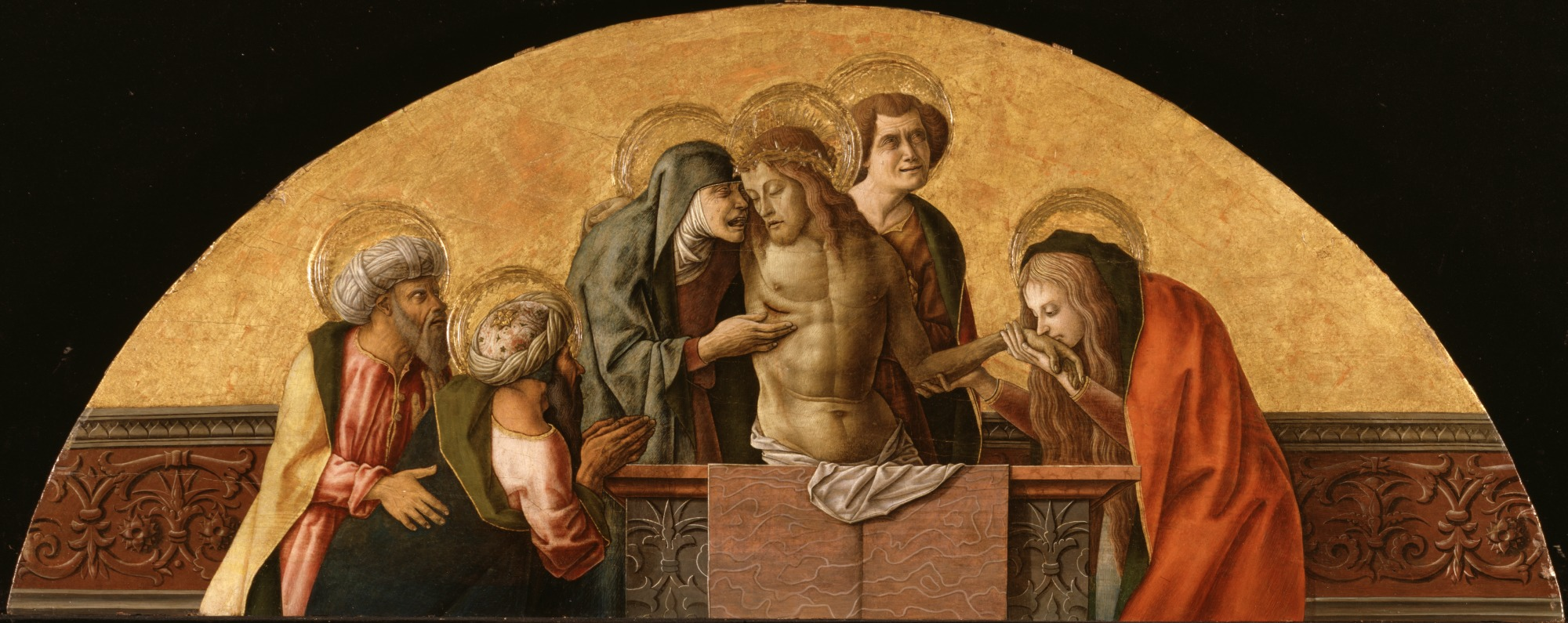
Pietà, Détroit.

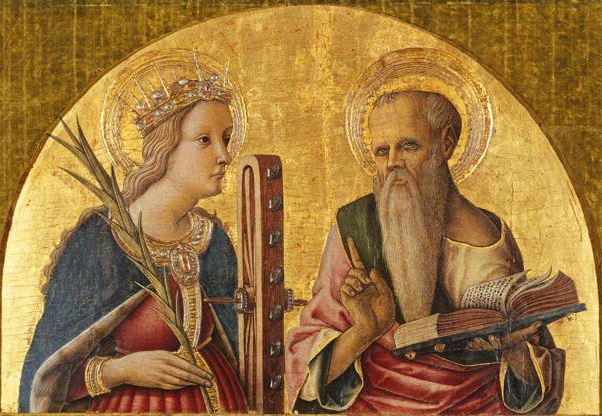
Sainte Catherine d'Alexandrie et Saint Jérôme, Tulsa.
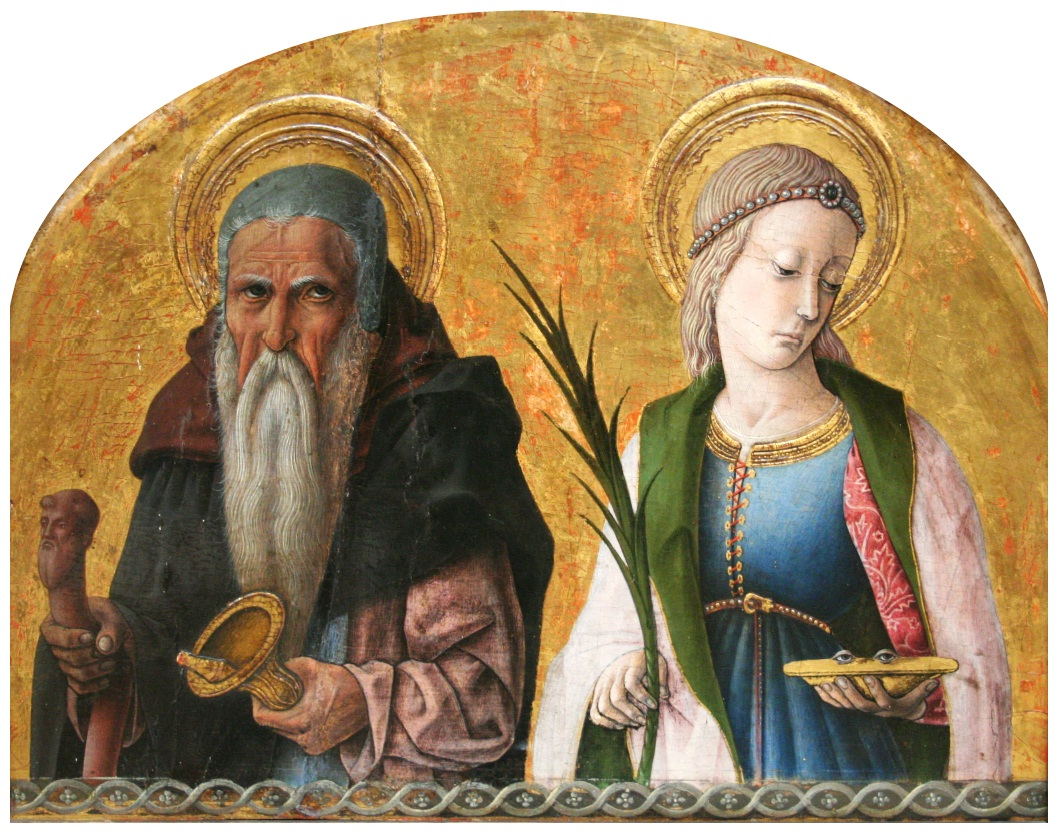
Saint Antoine Abbé et Sainte Lucie, Cracovie.

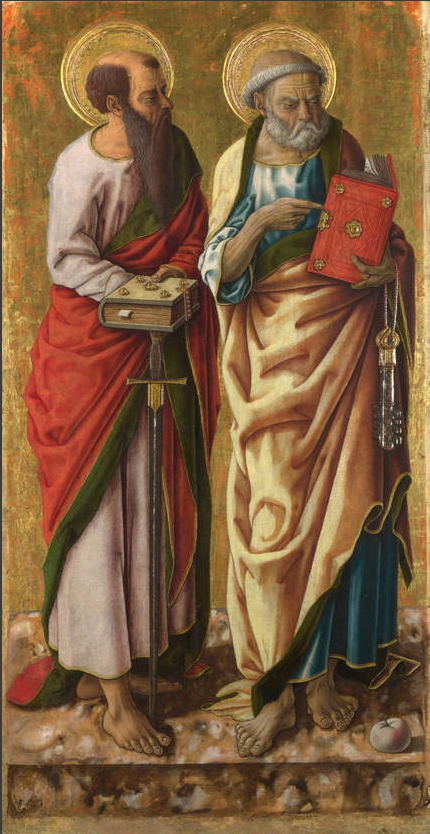
Saint Pierre et Saint Paul, Londres.
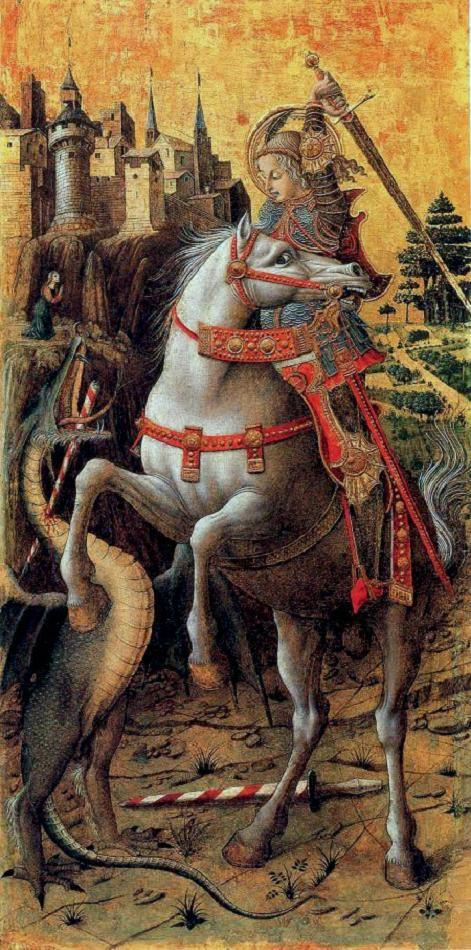
Saint Georges et le Dragon, Boston.